# Joseph Gérard Barbou
Pour les articles homonymes, voir Barbou.
Joseph Gérard Barbou (7 juin 1723 - 1790) est le plus connu de la famille des imprimeurs Barbou.

## Biographie
Issu d'une célèbre famille de libraires et imprimeurs, originaire de Lyon, Joseph Gérard Barbou est libraire et imprimeur à Paris depuis 1746.
Il publia de 1753 à 1775 un grand nombre de classiques latins, qui forment la collection dite des Barbou, à laquelle coopérèrent Jacques-Philippe Lallemant, Gabriel Brottier, Jean Capperonnier, Nicolas Beauzée, etc. Cette collection (commencée dès 1743 par la librairie Antoine-Urbain Coustelier) se compose de 76 volumes in-12.
En 1762 Joseph Gérard Barbou donne une édition des Fables de la Fontaine magnifiquement illustrée.
Enfin en 1764 et 1766 paraissent les deux volumes du Manuel typographique de Pierre-Simon Fournier puis l'Essai d'une nouvelle typographie de Louis Luce dans lesquels se trouvent les plus beaux caractères romains et les plus élégantes vignettes qui soient. Héritage de cet ouvrage, la Monotype Corporation gravera en 1925 un « Fournier » et en 1959 un « Barbou ».